# Vittorio Mascheroni
(Vittorio Mascheroni)
Gian Vittorio Mascheroni (Milano, 3 marzo 1895 – Milano, 3 luglio 1972) è stato un musicista e compositore italiano, autore di alcuni dei maggiori successi della canzone italiana del suo tempo.

## Biografia

Vittorio Mascheroni con Teddy Reno e Lelio Luttazzi negli uffici della CGD (1949)

Milanese, studiò composizione al conservatorio Giuseppe Verdi, ma abbandonò gli studi prima di conseguire il diploma (verrà per questo detto "il Maestro senza diploma"). Cugino della poetessa Ada Negri e parente del matematico Lorenzo Mascheroni, aveva nel sangue la creatività: divenne, quindi, uno dei compositori più eclettici della musica italiana fra le due guerre. Iniziò attorno al 1915 producendo per le sale da ballo brani strumentali d'ispirazione jazzistica; si dedicò, poi, all'operetta, musicando La piccina nel garage (1918), su un libretto di Leo Micheluzzi.
Dopo essere stato scritturato dall'editore Carisch, scrisse nel 1927 i suoi primi successi di musica leggera: Adagio Biagio, sul ritmo ispirato dallo sgocciolamento di un rubinetto, e Tre son le cose che voglio da te (parole di Angelo Ramiro Borella).
Notevoli successi furono anche Il tango della gelosia (1928), Arturo (1928), Stramilano (1929), Ziki-Paki-Ziki-Pu (1929), Si fa... ma non si dice!, (1930, sui ritmi fox-trot), Lodovico (1931), Bombolo (1932, brano che intendeva satireggiare la pinguedine del gerarca Guido Buffarini Guidi), Fiorin fiorello (1938), Signorine non guardate i marinai (1935). Collaborò per alcuni di questi brani con Marf, ed insieme a Luciano Ramo compose per il teatro della rivista. La sua Lodovico, estrosa canzone sincopata, era diventata famosissima per l'interpretazione di un giovane Vittorio De Sica, allora nella compagnia Za-bum, nello spettacolo Le lucciole della città, di Dino Falconi e Oreste Biancoli.
Insofferente per le imposizioni del fascismo, interruppe la sua produzione artistica allo scoppio della Seconda guerra mondiale, ricominciando dopo la Liberazione con Il mio nome è donna (1946), Addormentarmi così (1948), Autunno (1949), Giuro d'amarti così (1958), Una marcia in fa (1959), e altri brani. Molto importante fu il sodalizio con il paroliere Mario Panzeri, per il quale musicò fra l'altro le famosissime Papaveri e papere (1952) e Casetta in Canadà (1957).
Nel 1991 Biagio Antonacci l'ha omaggiato nella prima traccia, di alcuni secondi, dell'album Adagio Biagio.

## Canzoni scritte da Vittorio Mascheroni
| Anno | Titolo                             | Autori del testo              | Autori della musica                    | Interpreti                                                                      |
| ---- | ---------------------------------- | ----------------------------- | -------------------------------------- | ------------------------------------------------------------------------------- |
| 1926 | Adagio Biagio                      | Angelo Ramiro Borella         | Vittorio Mascheroni                    | Paolo Bernard e Daniele Serra                                                   |
| 1928 | Arturo                             | Guido Di Napoli               | Vittorio Mascheroni                    | Crivel                                                                          |
| 1929 | Stramilano                         | Luciano Ramo                  | Vittorio Mascheroni                    | Milly                                                                           |
| 1929 | Ziki-Paki, Ziki-Pu                 | Giuseppe Mendes               | Vittorio Mascheroni                    | Gabrè, Daniele Serra e Luciano Virgili                                          |
| 1929 | Come una sigaretta                 | Giuseppe Mendes               | Vittorio Mascheroni                    | Miscel, Luciano Tajoli e Luciano Virgili                                        |
| 1929 | Tango della gelosia                | Giuseppe Mendes               | Vittorio Mascheroni                    | Fernando Orlandis, Luciano Tajoli, Carlo Buti, Luciano Virgili                  |
| 1931 | Lodovico                           | Luciano Ramo                  | Vittorio Mascheroni                    | Vittorio De Sica                                                                |
| 1931 | Come la neve                       | Giuseppe Mendes               | Vittorio Mascheroni                    |                                                                                 |
| 1932 | Bombolo                            | Marf                          | Vittorio Mascheroni                    | Daniele Serra, Crivel, Marf, Luciano Tajoli                                     |
| 1933 | Sono tre parole                    | Marf                          | Vittorio Mascheroni                    | Vittorio De Sica, Carlo Buti, Claudio Villa, Luciano Tajoli                     |
| 1936 | Anna                               | Marf                          | Vittorio Mascheroni                    | Trio Lescano, Daniele Serra, Luciano Tajoli                                     |
| 1939 | Fiorin fiorello                    | Giuseppe Mendes               | Vittorio Mascheroni                    | Alfredo Clerici, Carlo Buti, Luciano Tajoli                                     |
| 1940 | Fiorellin del prato                | Mario Panzeri                 | Vittorio Mascheroni                    | Alfredo Clerici, Carlo Buti e Luciano Tajoli                                    |
| 1947 | Cantando con le lacrime agli occhi | Mario Panzeri                 | Vittorio Mascheroni                    | Oscar Carboni, Luciano Tajoli, Betty Curtis                                     |
| 1948 | Addormentarmi così                 | Biri                          | Vittorio Mascheroni                    | Lidia Martorana, Teddy Reno, Luciano Tajoli, Luciano Virgili                    |
| 1951 | La luna si veste d'argento         | Biri                          | Vittorio Mascheroni                    | Nilla Pizzi con Achille Togliani - Luciano Tajoli                               |
| 1952 | Papaveri e papere                  | Mario Panzeri e Nino Rastelli | Vittorio Mascheroni                    | Nilla Pizzi, Beniamino Gigli, Carlo Buti                                        |
| 1953 | L'altra                            | Biri                          | Vittorio Mascheroni                    | Nilla Pizzi e Flo Sandon's                                                      |
| 1955 | Zucchero e pepe                    | Biri e Lydia Capece Minutolo  | Vittorio Mascheroni                    | Bruno Rosettani e Trio Aurora – Clara Jaione e Radio Boys                       |
| 1956 | Amami se vuoi                      | Mario Panzeri                 | Vittorio Mascheroni                    | Tonina Torrielli, Claudio Villa, Luciano Tajoli, Carlo Buti                     |
| 1957 | Casetta in Canadà                  | Mario Panzeri                 | Vittorio Mascheroni                    | Carla Boni, Gino Latilla e Duo Fasano – Gloria Christian e Poker di Voci        |
| 1959 | Nessuno                            | Antonietta De Simone          | Vittorio Mascheroni e Edilio Capotosti | Betty Curtis, Wilma De Angelis, Mina, Luciano Tajoli                            |
| 1959 | Una marcia in fa                   | Mario Panzeri                 | Vittorio Mascheroni                    | Betty Curtis con Johnny Dorelli, Gino Latilla con Claudio Villa, Luciano Tajoli |
| 1960 | Amore senza sole                   | Mario Panzeri                 | Vittorio Mascheroni                    | Betty Curtis – Johnny Dorelli                                                   |
| 1961 | Febbre di musica                   | Biri                          | Vittorio Mascheroni                    | Arturo Testa, Tonina Torrielli, Luciano Tajoli                                  |
| 1962 | Inventiamo la vita                 | Gian Carlo Testoni            | Vittorio Mascheroni                    | Nunzio Gallo - Rocco Montana                                                    |

## Filmografia
Vittorio Mascheroni ha composto musica per moltissimi film (nel cui cast figurano personaggi storici del cinema italiano, come Vittorio De Sica, Anna Magnani, Eduardo e Titina De Filippo, Walter Chiari, Raimondo Vianello, ecc.). Nel film Miracolo a Viggiù è stato anche attore. Fra le sue opere: 
- Un cattivo soggetto, regia di Carlo Ludovico Bragaglia (1933)
- Piccola mia, regia di Eugenio De Liguoro (1933)
- La segretaria per tutti, regia di Amleto Palermi (1933)
- Aria di paese, regia di Eugenio De Liguoro (1933)
- Tempo massimo, regia di Mario Mattoli (1934)
- Musica in piazza, regia di Mario Mattoli (1935)
- Questi ragazzi, regia di Mario Mattoli (1937)
- Imputato, alzatevi!, regia di Mario Mattoli (1939)
- Lo vedi come sei... lo vedi come sei?, regia di Mario Mattoli (1939)
- Botta e risposta, regia di Mario Soldati (1950)
- Miracolo a Viggiù, regia di Luigi Giachino (1951)
- 5 poveri in automobile, regia di Mario Mattoli (1952)
- Lo sai che i papaveri, regia di Vittorio Metz e Marcello Marchesi (1952)
- Era lei che lo voleva, regia di Marino Girolami e Giorgio Simonelli (1952)
- ...e Napoli canta!, regia di Armando Grottini (1953)
- La guerra continua, regia di Leopoldo Savona (1962)

Una delle sue canzoni, Il tango della gelosia, è stata il motivo conduttore dell'omonimo film del 1981, diretto da Steno.

## Musicografia
- Vittorio Mascheroni, Il meglio di Vittorio Mascheroni, Editore Carisch

Contiene gli spartiti delle seguenti canzoni:
Addormentarmi così - Amami di più - Amami se vuoi - Anna - Autunno - Cantando... con le lacrime agli occhi - Casetta in Canadà - Cirillino ci - Con te ho vissuto una vita - Desiderio - Dillo tu, serenata - È stata una follia - Febbre di musica - Fiorellin del prato - Fiorin fiorello - Giuro d'amarti così - Il mio nome è donna - Il peccato sei tu -  Inventiamo la vita  - L'altra - La luna si veste d'argento - La storia di tutti - Non è per gelosia (Il tango della gelosia) - Nostalgico slow - Papaveri e papere - Passano gli anni - Passeggiando per Milano - Qualche filo bianco - Signorine non guardate i marinai - Tecla - Ti voglio baciar - Tu che mi fai piangere - Una marcia in fa - Una notte a Madera - Viva la polca.